# Monumento a Lenin (Berdyčiv)
Il Monumento a Lenin (in ucraino Пам'ятник Леніну?, Pam'jatnik Leninu e in russo Памятник Ленину?) è stato un monumento a Berdyčiv, nell'Oblast' di Žytomyr in Ucraina. La scultura venne costruita nel 1982 e venne abbattuta nel 2014.

## Storia e descrizione

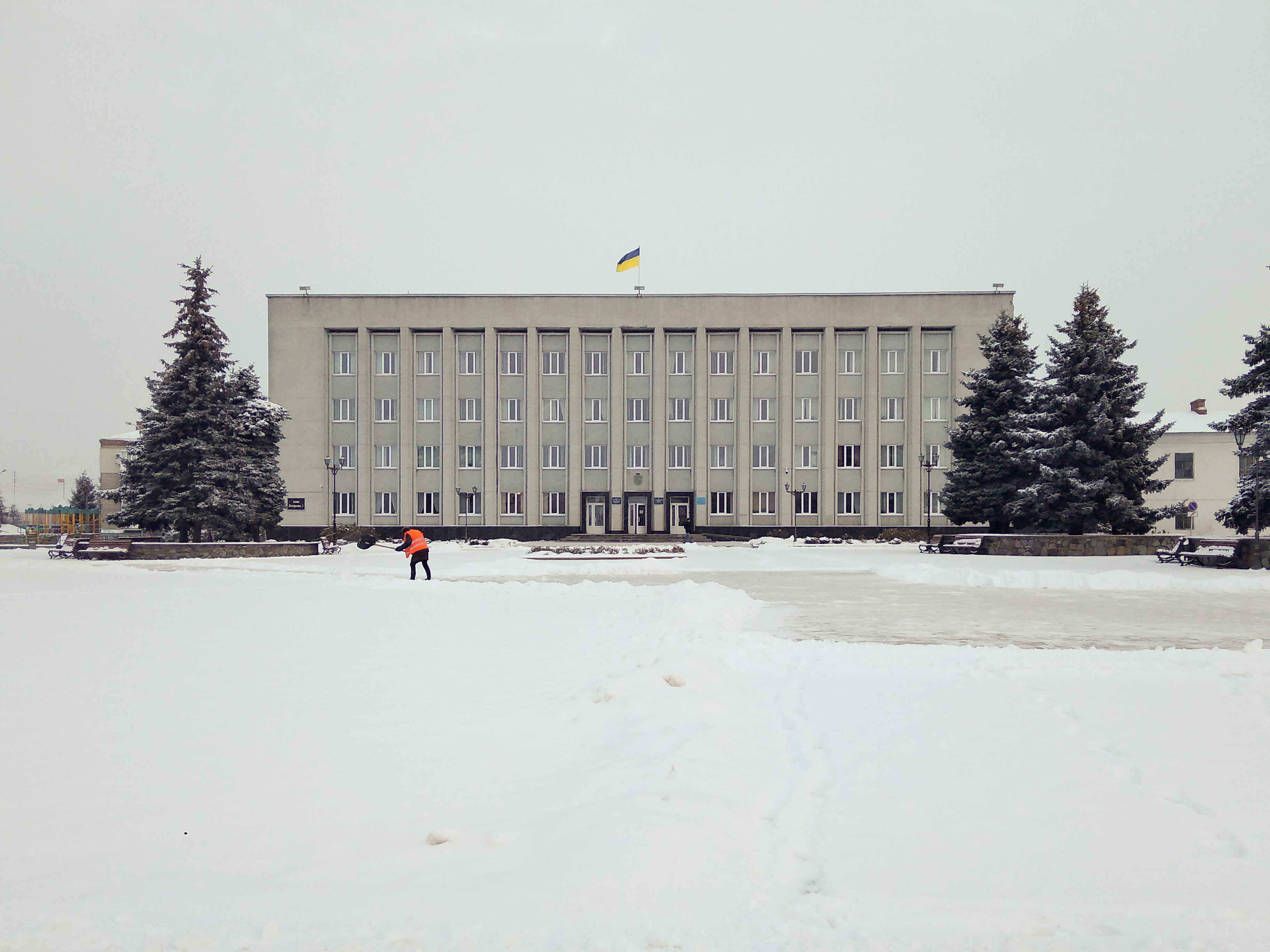
Immagine della piazza nel 2018, senza il monumento

Il monumento a Lenin di Berdyčiv era una statua dedicata al fondatore dell'Unione Sovietica, eretta nella piazza Rivoluzione d'ottobre scolpita da M. Vasylčenko, P. Biryukov e P. Perevoznyk; il comitato esecutivo del consiglio comunale ha deciso di abbatterla nel 2014.
La statua era di grandi dimensioni. Era stata innalzata nella piazza centrale, dedicata alla Rivoluzione d'ottobre, era alta 4 metri ed era posta su una base di 4,5 metri, costruita in granito.
Molti altri monumenti dedicati a Lenin sono stati abbattuti in quel periodo.
Dal 2015 ogni monumento legato a personalità comuniste in Ucraina è stato definito illegale.